# UFC Fight Night: Blaydes vs. Ngannou 2
UFC Fight Night: Blaydes vs. Ngannou II (também conhecido como UFC Fight Night 141) foi um evento de MMA produzido pelo Ultimate Fighting Championship no dia 24 de Novembro de 2018, no Cadillac Arena, em Pequim, China.

## Bônus da Noite
Os lutadores receberam $50.000 de bônus:
- Luta da Noite:  Alex Morono vs.  Kenan Song
- Performance da Noite:  Francis Ngannou e  Li Jingliang